# Geroskipou
Geroskipou (griechisch Γεροσκήπου, türkisch Yeroşibu), auch Geroskipos, ist eine Stadt, ein Vorort und eine Gemeinde vor Paphos im Bezirk Paphos in der Republik Zypern. Bei der Volkszählung im Jahr 2021 hatte sie 8579 Einwohner.

## Name
Der Name Geroskipou stammt von den Heiligen Gärten der Aphrodite, die sich in der Antike in dieser Gegend befanden. Der Name Geroskipou ist eine Verballhornung des antiken Namens der Stadt Hieros kipos, was soviel heißt wie „heiliger Hain“ bzw. „Garten“ und Geros kipos „alter Garten“.

## Lage und Umgebung

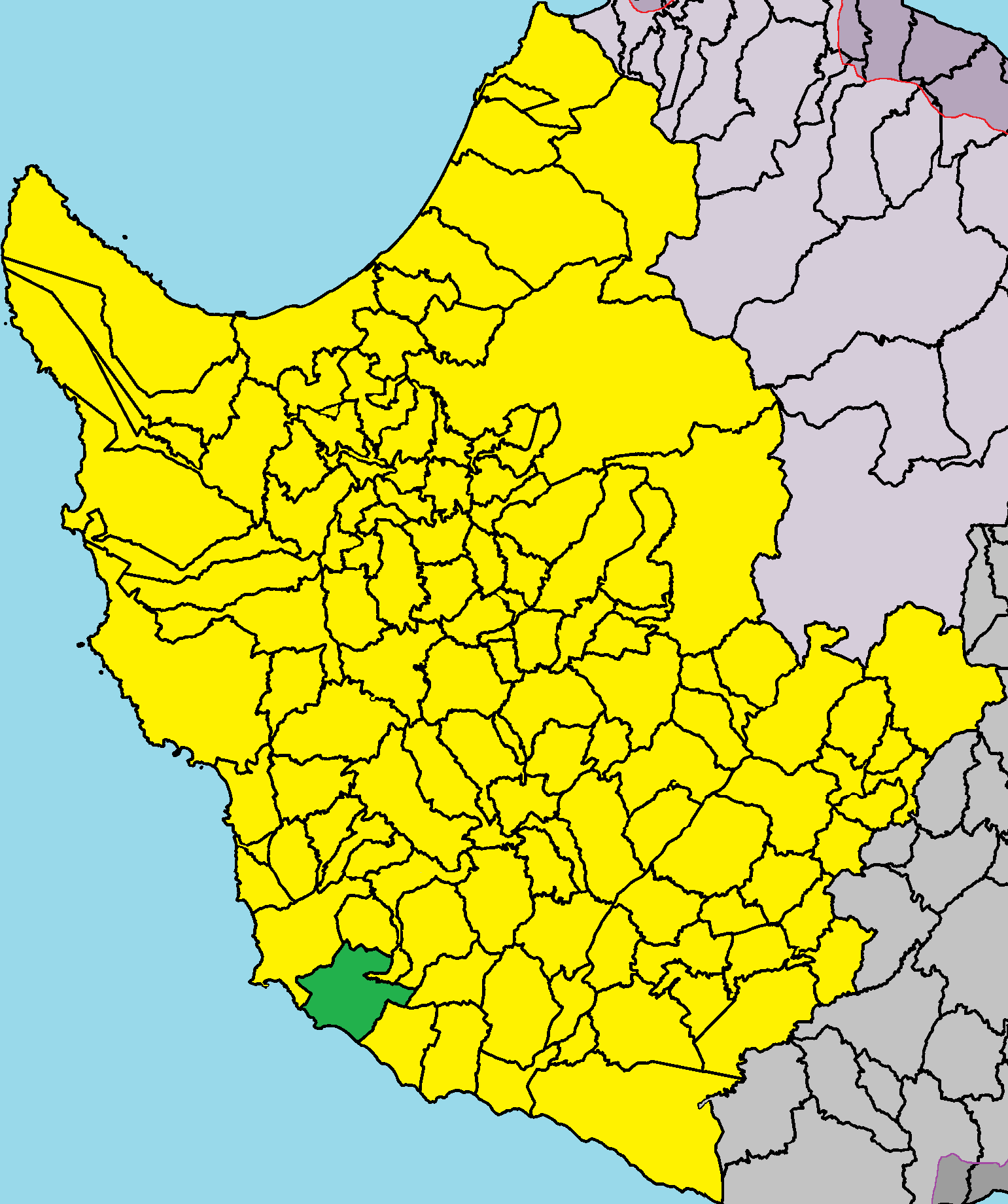
Lage im Bezirk Paphos

Geroskipou liegt im Westen der Mittelmeerinsel Zypern, etwa 4 Kilometer südöstlich von Paphos, 65 Kilometer westlich von Limassol und 150 Kilometer südwestlich von Nikosia. Das 10,8596 Quadratkilometer große Dorf grenzt im Norden an die Gemeinde Paphos, im Nordosten an Konia, im Osten an Agia Varvara, Marathounda und Agia Marinouda und im Süden an Achelia. Der westliche Teil seines Verwaltungsgebiets liegt an der Küste. Sie liegt wenige Kilometer östlich von Ktima an der Straße nach Limassol (B6) zwischen dem antiken Hafen von Nea Paphos und dem Aphrodite-Heiligtum in Kouklia.
Die Stadt Geroskipou ist zu Verwaltungszwecken in 2 Bezirke unterteilt: Geroskipou und Koloni.

## Geschichte
Das Gebiet von Geroskipou war seit der späten Jungsteinzeit (4500–3900 v. Chr.) besiedelt. Seitdem ist es ununterbrochen bewohnt. In der Antike war die Gegend mit der Verehrung der Aphrodite verbunden. Die Prozession der Gläubigen führte durch die Heiligen Gärten und endete im Rahmen der Feierlichkeiten zum jährlichen Aphrodite-Fest im Heiligtum der Aphrodite in Palaipafos (in Kouklia).
In der frühchristlichen und frühbyzantinischen Zeit gab es in Geroskipou ein entwickeltes Klosterleben. Während der Frankenzeit gehörte das Dorf zu den königlichen Gütern, die König Jakob II. im Zeitraum 1964–1968 dem Feudalherrn Pietro d’Avila schenkte. Während der türkischen Besatzung befand sich im Ort ein britisches Vizekonsulat, das für die Versorgung der englischen Flotte zuständig war.
In der Neuzeit entwickelte sich das Dorf 1994 zu einer Gemeinde. Einige Jahre später schloss sich die Gemeinde Koloni den Verwaltungsgrenzen der Gemeinde an.

### Bevölkerungsentwicklung
Den in Zypern durchgeführten Volkszählungen zufolge nahm die Bevölkerung von Geroskipou ständig zu. Die Mehrheit der Bevölkerung von Geroskipou bestand aus Zyperngriechen. Die wenigen Zyperntürken verließen es während der bikommunalen Unruhen in der Zeit von 1963 bis 1964. Sie ließen sich im benachbarten Koloni, das jetzt zu Geroskipou gehört, und Mandria nieder. Nach der türkischen Invasion 1974 zogen sie in den nördlichen Teil Zyperns.
Die folgende Tabelle zeigt die Bevölkerung von Geroskipou, wie sie in den in Zypern durchgeführten Volkszählungen erfasst wurde.
| Jahr      | 1881 | 1891 | 1901 | 1911 | 1921 | 1931 | 1946 | 1960 | 1976 | 1982 | 1992 | 2001 | 2011 | 2021 |
| Einwohner | 487  | 602  | 688  | 783  | 881  | 1046 | 1375 | 1727 | 2024 | 2634 | 4156 | 5509 | 7878 | 8579 |

## Politik

### Bürgermeister
Bürgermeister von Geroskipou waren:
- Menelaos Christodoulou (1994–2001)
- Tasos Kouzoupou (2002–2011)
- Michalis Pavlidis (2012–2021)
- Kyriakos Hatzivasilis (seit 2021)[29]

### Gemeindepartnerschaften
Die Gemeinde Geroskipou hat Partnerschaften mit:
- Agia Paraskevi (Griechenland)[30]

## Sehenswürdigkeiten

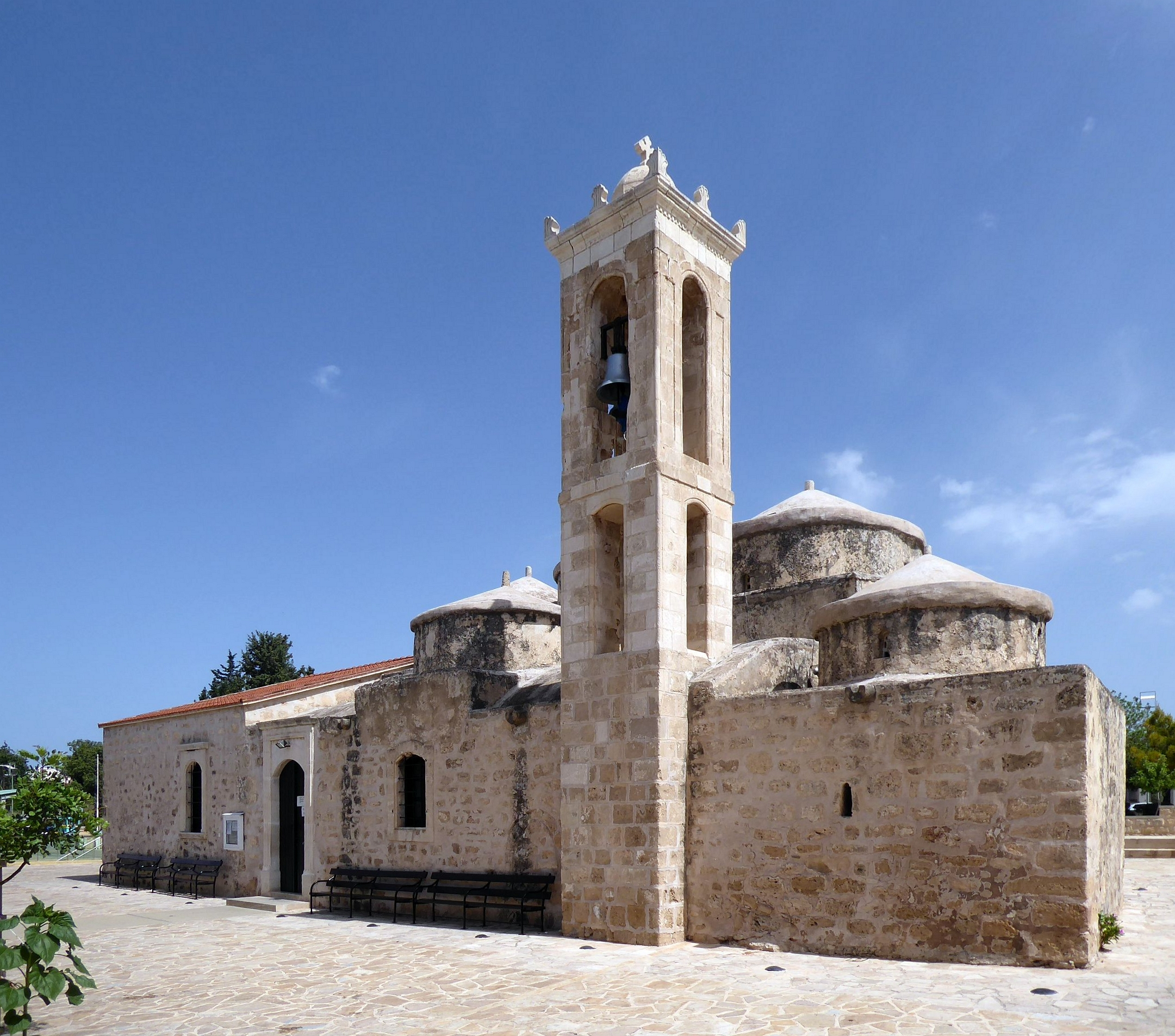
Kirche Agia Paraskevi

- Die im Ortszentrum im 9. Jahrhundert erbaute Kirche Agia Paraskevi ein byzantinisches Gotteshaus mit fünf Kuppeln.[31]

- Das Volkskundemuseum von Geroskipos (im Haus des Hadji Smith Zymboulakis) ist die einstige Residenz des 1799 von Admiral Sir Sidney Smith ernannten britischen Konsuls von Paphos, Andreas Zymboulakis. Im Jahre 1826 folgte ihm sein Sohn nach, der den Namen des Gönners annahm. Nach ihm ist das Haus benannt. Abgesehen von seinem reichen volkskundlichen Inhalt bietet es eines der reinsten Beispiele zyprischer Volksarchitektur.

## Persönlichkeiten
- Nikos Christodoulidis (* 1973), Politiker